# Zdržovací boj
Zdržovací boj, boj na zdrženou, zdržovací bitva, zdržovací taktika či zdržovací strategie jsou pojmy vztahující se k takovým formám střetnutí a boje, jejichž cílem je zdržet postup nepřítele. Obvyklými důvody k němu jsou snaha dát čas ostatním jednotkám buďto k ústupu nebo naopak k přesunu na bojiště a zaujetí výhodných pozic, nicméně jsou i další možnosti, jako třeba snaha protáhnout střetnutí do fáze dne či ročního období nevýhodného pro nepřítele (např. tzv. rasputica či zima v Rusku), popřípadě udržet nepřátelské síly rozdělené.
Zdržovací boje jsou charakteristické tím, že strana, která je vede, zpravidla neočekává vítězství v měřítku udržení bojiště – naopak obvykle předpokládá jeho ztrátu. V extrémních případech může dokonce otevřeně předpokládat, že součástí jejího vítězství může být i kompletní zničení vlastních sil účastnících se bitvy. Tuto strategii použil např. Hitler v pozdních fázích bitvy u Stalingradu, kdy tam obklíčena vojska dostala rozkaz nevzdat se a bojovat až do konce. Tím na sebe poutala značné síly Rudé armády, které se tak nemohly zapojit do ofenzívy na západ, což ve výsledku významně zpomalilo sovětský postup a umožnilo nejjižnějším německým silám uniknout z hrozícího obklíčení a konsolidovat hroutící se jižní část východní fronty.
Jako další klasická zdržovací střetnutí lze charakterizovat například bitvu na řece Monocacy či vlastně celou kampaň generála von Lettow-Vorbecka za první světové války.